# Фотоснайпер

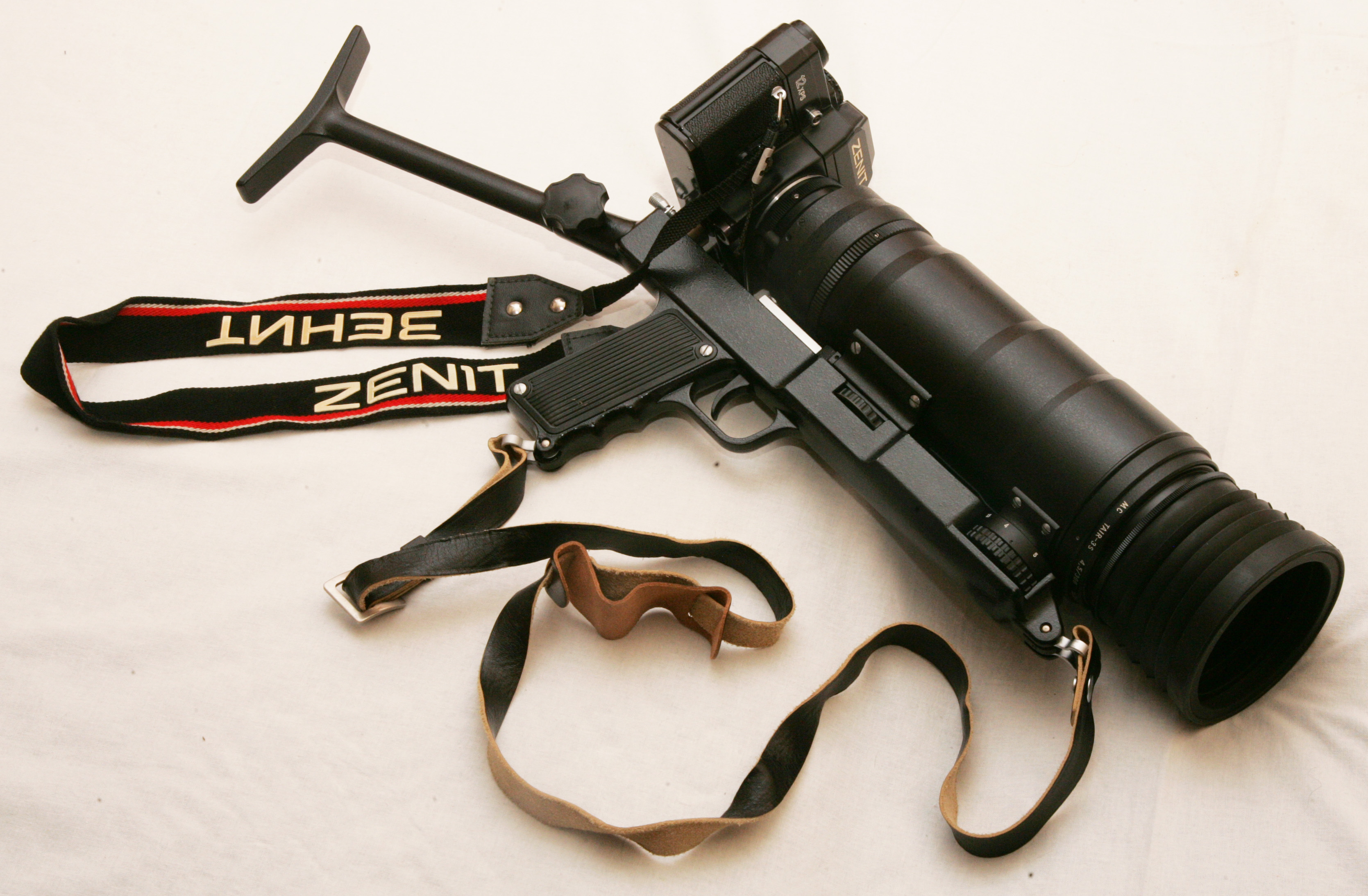
«Фотоснайпер ФС-12-3»

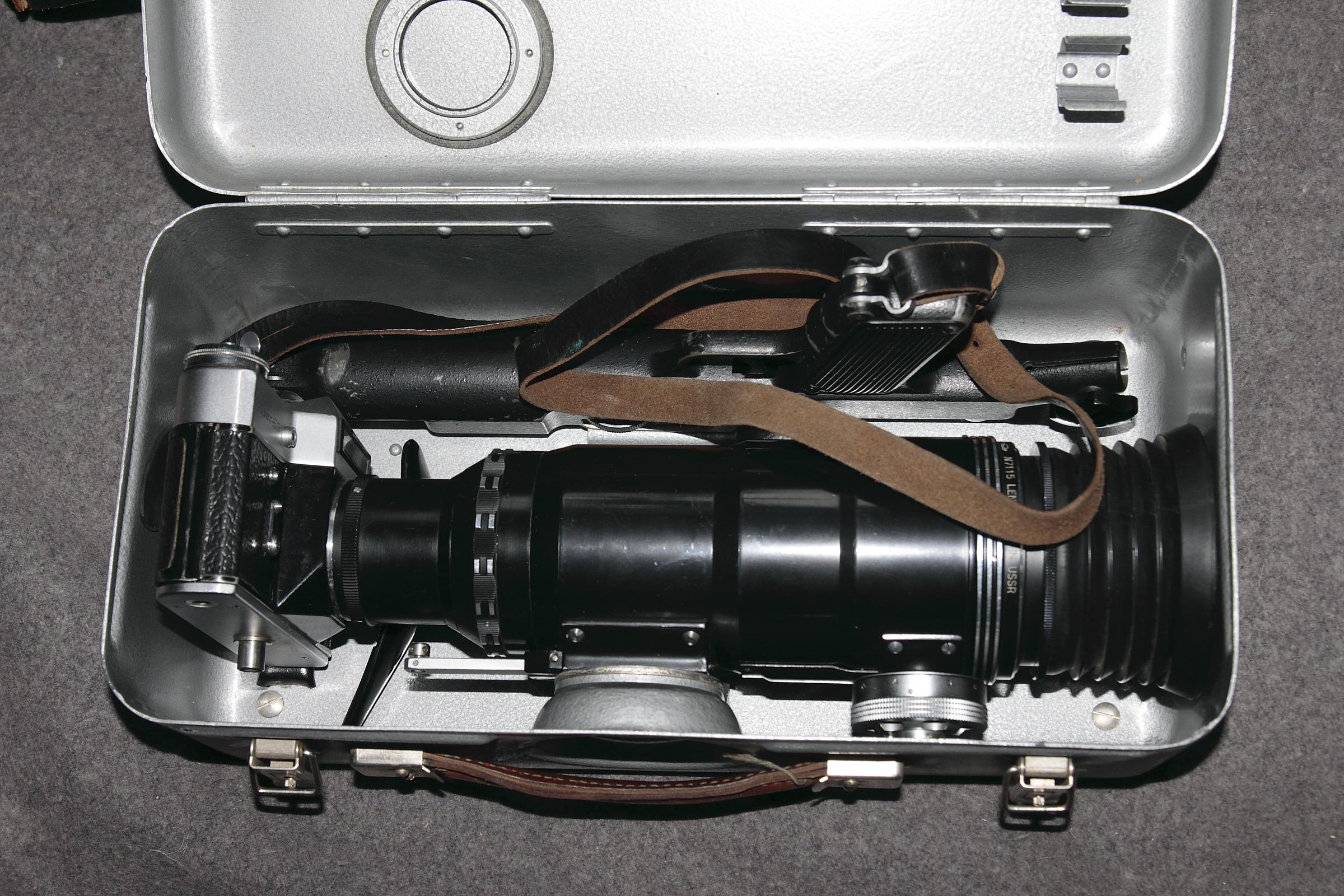
«Фотоснайпер ФС-3» с камерой «Зенит-ЕС» в чемодане-укладке

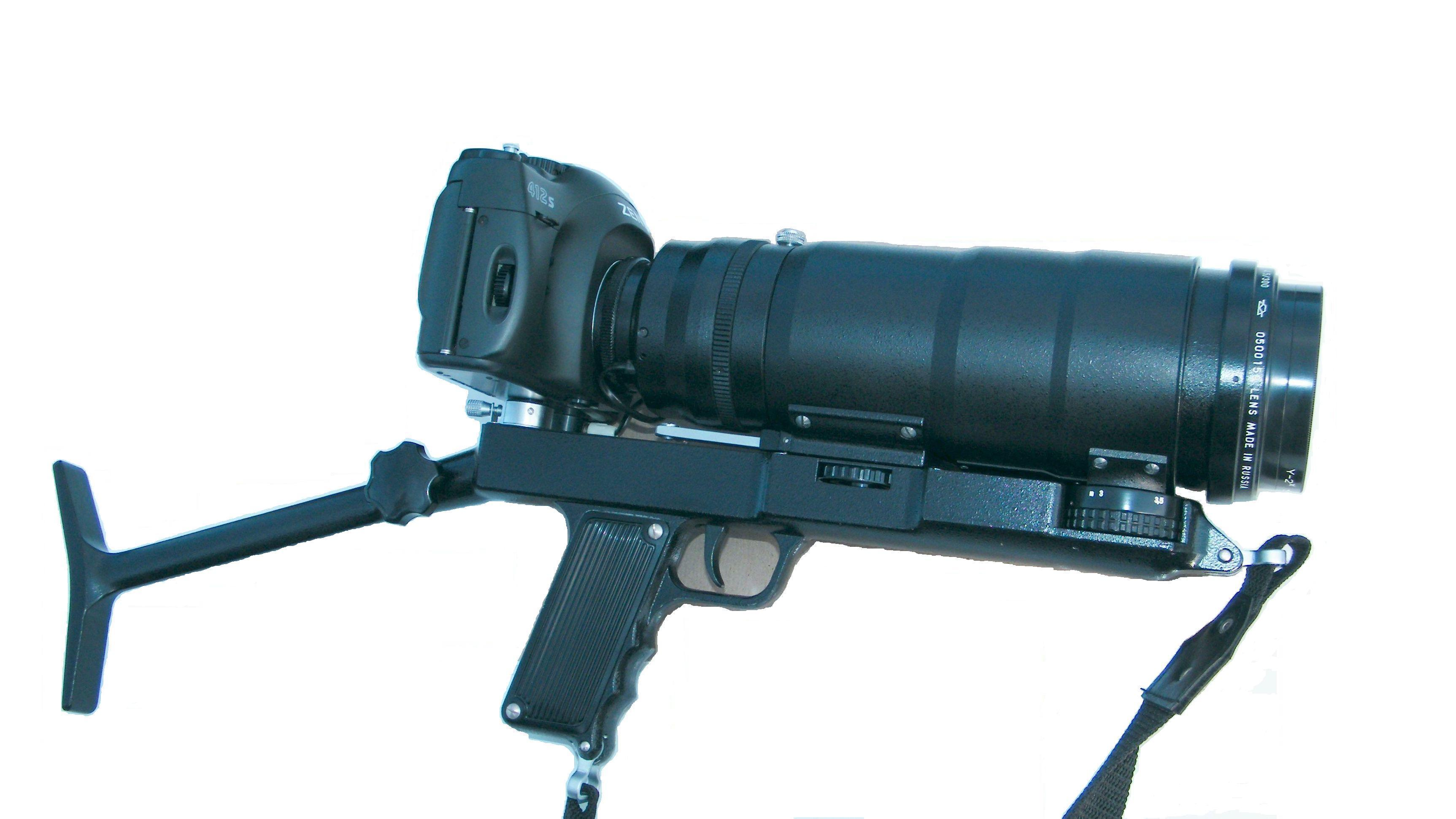
Фоторужьё «ФС-412», фотоаппарат «Зенит-412S», объектив «Таир-3С»

Фотосна́йпер — торговое наименование фоторужей производства Красногорского механического завода (КМЗ).
«Фотоснайпер» надо держать так же, как и обычное ружьё, — отсюда и название. Первые «фотоснайперы» выпускались для военного применения и официально назывались «ручной аппарат для фото-разведки»
Фоторужья «Фотоснайпер» предназначались для фотоохоты за дикими животными, а также для других целей.

## История
Первый «Фотоснайпер» опытной партией был выпущен в 1937 году Государственным Оптическим Институтом на базе модифицированной дальномерной камеры «ФЭД». С 1944 года аналогичную модель под названием «ФС-2» начали производить для вооружённых сил на КМЗ. «ФС-2» имел деревянную ложу ружейного типа и объектив «Таир-2» 4,5/300 мм.
В модели «Фотоснайпер ФС-3» (1965—1982) и последующих, предназначенных уже для потребительского рынка, применялись специальные модификации малоформатных зеркальных фотоаппаратов «Зенит», причём камера может сниматься с ложи и использоваться отдельно с любыми совместимыми объективами и другими принадлежностями. Все модификации снабжались тем или иным вариантом объектива «Таир-3 ФС» с прыгающей диафрагмой, требующей взвода перед каждым снимком.

## Комплект
- кожаный или металлический чемоданчик-укладка
- приклад со спусковым крючком, фиксатором для объектива и фотоаппарата
- длиннофокусный объектив (например, «Таир-3ФС» 4.5/300) с блендой и комплектом светофильтров
- нормальный объектив, обычно серии «Гелиос-44»
- фотокамера «Зенит» с дополнительной спусковой кнопкой в нижней крышке — имеет букву «С» в названии («Зенит-ЕС», «Зенит-122С» и т. п.).

## Модели

### Серийные
- «ФС-2» (с камерой «ФЭД-РФ»)
- «ФС-3» (с камерой «Зенит-ЕС»)
- «ФС-12» (с камерой «Зенит-12с»)
- «ФС-12-3» (с камерой «Зенит-12XPS»)
- «ФС-122» (с камерой «Зенит-122C»)
- «ФС-412» (с камерой «Зенит-412LS» или «Зенит-412DX»)

### Прототипы и мелкосерийные
- «ФС-4»
- «ФС-4M»
- «ФС-5»